# El Buen Maestro

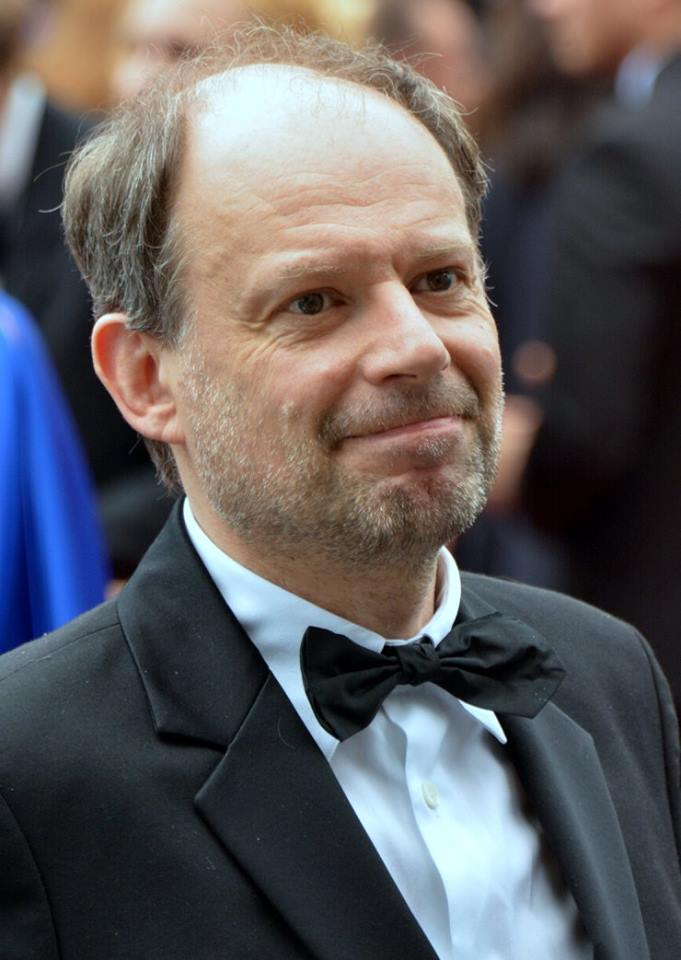
Denis Podalydès en el Festival de Cannes

Les Grands Esprits (llamada El Buen Maestro en España e Hispanoamérica) es una película francesa de 2017, escrita y dirigida por Olivier Ayache-Vidal.

## Resumen
François Foucault es profesor de lengua en el prestigioso liceo francés Henri-IV. Un día, un representante del ministerio de la Educación nacional lo sorprende mientras parlotea sobre la necesidad de enviar a profesores experimentados a los suburbios más desfavorecidos de Francia. Entonces se encuentra obligado a dejar el liceo parisino e ir al colegio suburbano “Barbara”, en Stains, de mala reputación.

## Ficha técnica
- Título original: Les Grands Esprits[2]
- Director: Olivier Ayache-Vidal
- Asistente de Dirección: Émile Louis
- Guionista: Olivier Ayache-Vidal
- Música: Florian Cornet y Gadou Naudin
- Fotografía: David Cailley
- Montaje: Alexis Mallard
- Continuista: Nicole Marie
- Sonidista: Eric Boisteau , Benjamin Viau
- Efectos especiales: Laurent Brett
- Maquillaje: Sandra Loock

- Diseño de Producción: Angelo Zamparutti
- Vestuario: Julie Brones
- Casting de Extras: Romain Silvi
- Responsable de localizaciones: Stéphane Avenard
- Responsable de prensa: François Hassan Guerrar

- Productores: Alain Benguigui y Thomas Verhaeghe
- Director de producción: Arnaud Tournaire
- Asistente de producción: Andréa Bernard
- Producción: Sombrero Films
- Coproducción: France 3 cinéma
- Con la participación de France Télévisions, Canal +, Ciné+
- Distribución: BAC Films
- Exportación/ Distribución internacional: BAC Films
- País:  Francia
- Género: comedia
- Duración: 106 minutos
- Fecha de estreno:  Francia: 13 de setiembre de 2017

## Reparto
- Denis Podalydès: François Foucault
- Abdoulaye Diallo: Seydou
- Tabono Tandia: Maya
- Pauline Huruguen: Chloé, colega de François
- Alexis Moncorgé: Gaspard, el compañero de Chloé
- Charles Templon: Sébastien
- Léa Drucker: Caroline, hermana de François
- Zineb Triki: Agathe
- Mona Magdy Fahim: Rim
- Emmanuel Barrouyer: el director del colegio
- François Petit-Perrin: Rémi
- Jean-Pierre Lorit: representante del ministerio de la educación nacional
- Marie-Julie Baup: la médica en el hospital
- Cheick Sylla: Marvin
- Tom Rivoire: Hijo de Caroline
- Marie Rémond: Camille
- Jeanne Rosa: empleada de la escuela
- François Rabette: Profesor de Henri IV
- Laurent Claret: Pierre Foucault
- Nicole Gueden: Madre de François
- Anne Jacquemin: La ministra
- Laura Genovino: Hija de Caroline
- Sadio Niakaté: Amigo de Seydou
- Philippe Suner: Periodista
- Vincent Nemeth: Padre de Gaspard

## Sobre la película
- Denis Podalydès, quien interpreta aquí el papel de profesor, también trabajaba en la enseñanza en la película Le Temps des porte-plumes, de Daniel Duval (2006), donde interpretaba el papel de profesor de primaria.

## Música
Banda sonora original de la película:
- Glad I Waited - Polly Gibbons / Donald Black & Alexander Rudd

- Who Knows - Marion Black

- Peer Gynt - Edvard Grieg

- Perhaps, Perhaps, Perhaps - Doris Day / Osvaldo Farres

- The Mole Man - Schwab

- VB Drop - Ronald Fritz & JOAT

- Digital Sunset Funk - Gary Royant

- Uptown Girl - David Lynch

- Bump Bump - Charles Kendall Gillette

- 100 days, 100 Nights - Sharon Jones & The Dap-Kings

- Hipster Shakes – Black Pistol Fire

- Si maman si - Francia Gall / Michel Pastor

- Those Were The Days - Mary Hopkin